# Substrata
Substrata este un album de muzică ambient, compus de Biosphere, lansat în 1997 de casa de discuri All Saints Records. Este considerat un album ambient clasic, poziționându-se în mod repetat în Top 5 din sondajele Hyperreal.
Acesta este primul album pur ambient al lui Biosphere, având teme reci, montane, de ghețari și ape curgătoare. 
Sunetele de vânt șuierând și scârțâitul lemnului, deși rar folosite, creează un soundscape rece, întrerupt ușor de suspansul sonorului muzical.
În 2001 album a fost re-lansat într-un format digital remasterizat cu un al doilea disc, conținând coloana sonoră a documentarului experimental din 1929, Man with a Movie Camera, în regia lui Dziga Vertov. A se vedea Substrata 2.
Piesa "Antennaria" este inclusă în coloana sonoră a jocului video Osmos.

## Lista de piese
1. "As the Sun Kissed the Horizon" – 1:47
2. "Poa Alpina" – 4:10
3. "Chukhung" – 7:34
4. "The Things I Tell You" – 6:28
5. "Times When I Know You'll Be Sad" – 3:44
6. "Hyperborea" – 5:45
7. "Kobresia" – 7:12
8. "Antennaria" – 5:05
9. "Uva-Ursi" – 3:00
10. "Sphere of No-Form" – 5:47
11. "Silene" – 7:54

## Legături externe
- Substrata pe Discogs